# جريج سيسترو
جريج سيسترو (بالإنجليزية: Greg Sestero)‏ هو منتج أفلام وعارض وممثل أمريكي، ولد في 15 يوليو 1978 بوالنوت كريك في الولايات المتحدة.

## أعمال

### أفلام
- (1999) الرجعية العرائس ماجستير
- (2006) مقبول[4]
- (2017) الفنان الكارثة

## وصلات خارجية
- جريج سيسترو على موقع IMDb (الإنجليزية)
- جريج سيسترو على موقع روتن توميتوز (الإنجليزية)
- جريج سيسترو على موقع ألو سيني (الفرنسية)
- جريج سيسترو على موقع ميوزك برينز (الإنجليزية)
- جريج سيسترو على موقع أول موفي (الإنجليزية)
- جريج سيسترو على موقع قاعدة بيانات الفيلم (الإنجليزية)
- جريج سيسترو على موقع ليتربوكسد (الإنجليزية)
- جريج سيسترو على موقع كينوبويسك (الروسية)